# Thaumastoptera (Thaumastoptera) natalensis
Thaumastoptera (Thaumastoptera) natalensis is een tweevleugelige uit de familie steltmuggen (Limoniidae). De soort komt voor in het Afrotropisch gebied.